# Екберт фон Амбергау
Екберт фон Амбергау „Едноокия“ (на немски: Eckbert vom Ambergau, der Einäugige, Egbert, Ekbert, * 932, † април 994) е граф в Амбергау и Дерлингау, фогт на епископия Мюнстер и господар на Алабург.
Той е вторият син на Вихман I Стари († 23 април 944?) от Билунгите граф в Барденгау (900 – 944) и на Фредеруна от Вестфален (или Биа фон Рингелхайм (895 – 25 май пр. 932) от род Имединги). По майчина линия той е племенник на кралица Матилда, от 909 г. (втора) съпруга на крал Хайнрих I Птицелов.
Възпитаван е с брат му Вихман II Млади (* 930, † 22 септември 967) в кралския двор заедно с Лиудолф от Швабия, синът на Ото I.
Заради наследствени конфликти той е против чичо си Херман Билунг и въстава след смъртта на баща му през 944 г. заедно с брат си Вихман II против него и краля и се присъединява през 953 г. към въстанието на херцог Лиудолф от Саксония. През 957 г. той е помилван.
През 977 г. той се бие с баварския херцог Хайнрих II против крал Ото II. През 977/978 г. той е в затвор при епископ Фолкмар фон Утрехт. След смъртта на Ото той помага през 984 г. в кралските планове на Хайнрих. Екберт отвлича през 984 г. Аделхайд, дъщерята на император Ото II в замъка си Ала при Гослар. След това замъкът е нападнат и разрушен.

## Деца
- Вихман III в Падергау († 5 октомври 1016)
- Екберт в Дерлингау
- Амелунг в Падергау; фогт в църквата в Падерборн († 1031)